# Marcin Antosiewicz
Marcin Antosiewicz – polski dziennikarz prasowy, radiowy oraz telewizyjny.

## Życiorys
Pracę dziennikarską rozpoczynał w Polskim Radiu w rozgłośni Radio dla Ciebie w wieku 17 lat. W maju 2004 roku związał się z telewizyjną Panoramą. W latach 2007–2008 był korespondentem w Wielkiej Brytanii i Irlandii.
Od października 2008 roku pracował w redakcji Wiadomości. Od kwietnia 2009 roku do listopada 2016 był korespondentem Telewizji Polskiej w Berlinie. Pracował też w polskiej sekcji Deutsche Welle. Od grudnia 2016 roku był związany z telewizją Wirtualnej Polski, gdzie do września 2017 prowadził program #dziejesię. Od marca 2018 dziennikarz serwisu internetowego Forbes.pl, a od kwietnia 2018 także serwisu internetowego Newsweek.pl. W kwietniu 2022 został dziennikarzem kanału telewizyjno-internetowego News24, a w grudniu 2023 serwisu informacyjnego 19.30. W marcu 2024 został korespondentem TVP w Stanach Zjednoczonych.